# スーパー戦隊シリーズの他媒体展開
スーパー戦隊シリーズの他媒体展開（スーパーせんたいシリーズのたばいたいてんかい）では、スーパー戦隊シリーズのテレビシリーズ本編以外の媒体における各種展開について扱う。

## 海外 / Vシネマ / トレカ
詳細については、各リンク先を参照。
- パワーレンジャー
- スーパー戦隊Vシネマ
- レンジャーズストライク
- スーパー戦隊バトル ダイスオー

## 劇場版におけるシリーズ展開
同時上映は、東映製作の特撮作品のみを記述。

### 一覧 ・ 劇場版オリジナル

#### 東映まんがまつり
秘密戦隊ゴレンジャー 爆弾ハリケーン!
1976年7月18日公開。同時上映は『ザ・カゲスター』、『宇宙鉄人キョーダイン』。
ジャッカー電撃隊VSゴレンジャー
1978年3月18日公開。
電子戦隊デンジマン
1980年7月12日公開。
太陽戦隊サンバルカン
1981年7月18日公開。
大戦隊ゴーグルファイブ
1982年3月13日公開。
科学戦隊ダイナマン
1983年3月13日公開。公開後、短縮版をテレビ本編・第32話として放送。同時上映は『バッテンロボ丸』。
超電子バイオマン
1984年7月14日公開。同時上映は『宇宙刑事シャイダー』。
電撃戦隊チェンジマン
1985年3月16日公開。
電撃戦隊チェンジマン シャトルベース! 危機一髪!
1985年7月13日公開。
超新星フラッシュマン
1986年3月15日公開。
光戦隊マスクマン
1987年7月18日公開。同時上映は『超人機メタルダー』。
高速戦隊ターボレンジャー
1989年3月18日公開。

#### 東映スーパーヒーローフェア
五星戦隊ダイレンジャー
1993年4月17日公開。同時上映は『仮面ライダーZO』、『特捜ロボ ジャンパーソン』。
忍者戦隊カクレンジャー
1994年4月16日公開。同時上映は『仮面ライダーJ』、『ブルースワット』。
超力戦隊オーレンジャー
1995年4月15日公開。同時上映は『人造人間ハカイダー』、『重甲ビーファイター』。

#### 21世紀の作品（主に「仮面ライダーシリーズ」と同時上映）
劇場版 百獣戦隊ガオレンジャー 火の山、吼える
2001年9月22日公開。同時上映は『劇場版 仮面ライダーアギト PROJECT G4』。
忍風戦隊ハリケンジャー シュシュッと THE MOVIE
2002年8月17日公開。同時上映は『劇場版 仮面ライダー龍騎 EPISODE FINAL』。
爆竜戦隊アバレンジャー DELUXE アバレサマーはキンキン中!
2003年8月16日公開。同時上映は『劇場版 仮面ライダー555 パラダイス・ロスト』。
特捜戦隊デカレンジャー THE MOVIE フルブラスト・アクション
2004年9月11日公開。同時上映は『劇場版 仮面ライダー剣 MISSING ACE』。
魔法戦隊マジレンジャー THE MOVIE インフェルシアの花嫁
2005年9月3日公開。同時上映は『劇場版 仮面ライダー響鬼と7人の戦鬼』。
轟轟戦隊ボウケンジャー THE MOVIE 最強のプレシャス
2006年8月5日公開。同時上映は『劇場版 仮面ライダーカブト GOD SPEED LOVE』。
電影版 獣拳戦隊ゲキレンジャー ネイネイ!ホウホウ!香港大決戦
2007年8月4日公開。同時上映は『劇場版 仮面ライダー電王 俺、誕生!』、『モモタロスのなつやすみ』（短編）
炎神戦隊ゴーオンジャー BUNBUN!BANBAN!劇場BANG!!
2008年8月9日公開。同時上映は『劇場版 仮面ライダーキバ 魔界城の王』、『モモタロスのまっかっか城の王』（短編）
劇場版 炎神戦隊ゴーオンジャーVSゲキレンジャー
2009年1月24日公開。おまけ上映は『'08真夏のゴーオンライブ!』（ダイジェスト）、『'09ニューヒーロー戦力ファイル!』（番宣スポット）
侍戦隊シンケンジャー 銀幕版 天下分け目の戦
2009年8月8日公開。同時上映は『劇場版 仮面ライダーディケイド オールライダー対大ショッカー』。
侍戦隊シンケンジャーVSゴーオンジャー 銀幕BANG!!
2010年1月30日公開。
天装戦隊ゴセイジャー エピックON THEムービー
2010年8月7日公開。同時上映は『仮面ライダーW FOREVER AtoZ/運命のガイアメモリ』。
天装戦隊ゴセイジャーVSシンケンジャー エピックon銀幕
2011年1月22日公開。
ゴーカイジャー ゴセイジャー スーパー戦隊199ヒーロー大決戦
2011年6月11日公開（当初は2011年5月21日の公開予定だったが、東日本大震災の影響で順延された）。
海賊戦隊ゴーカイジャー THE MOVIE 空飛ぶ幽霊船
2011年8月6日公開。同時上映は『劇場版 仮面ライダーオーズ WONDERFUL 将軍と21のコアメダル』。
海賊戦隊ゴーカイジャーVS宇宙刑事ギャバン THE MOVIE
2012年1月21日公開。
仮面ライダー×スーパー戦隊 スーパーヒーロー大戦
2012年4月21日公開。
特命戦隊ゴーバスターズ THE MOVIE 東京エネタワーを守れ!
2012年8月4日公開。同時上映は『仮面ライダーフォーゼ THE MOVIE みんなで宇宙キターッ!』。
特命戦隊ゴーバスターズVS海賊戦隊ゴーカイジャー THE MOVIE
2013年1月19日公開。
仮面ライダー×スーパー戦隊×宇宙刑事 スーパーヒーロー大戦Z
2013年4月27日公開。
劇場版 獣電戦隊キョウリュウジャー ガブリンチョ・オブ・ミュージック
2013年8月3日公開。同時上映は『劇場版 仮面ライダーウィザード in Magic Land』。
獣電戦隊キョウリュウジャーVSゴーバスターズ 恐竜大決戦! さらば永遠の友よ
2014年1月18日公開。
平成ライダー対昭和ライダー 仮面ライダー大戦 feat.スーパー戦隊
2014年3月29日公開。
烈車戦隊トッキュウジャー THE MOVIE ギャラクシーラインSOS
2014年7月19日公開。同時上映は『劇場版 仮面ライダー鎧武 サッカー大決戦!黄金の果実争奪杯!』。
烈車戦隊トッキュウジャーVSキョウリュウジャー THE MOVIE
2015年1月17日公開。
スーパーヒーロー大戦GP 仮面ライダー3号
2015年3月21日公開。
手裏剣戦隊ニンニンジャー THE MOVIE 恐竜殿さまアッパレ忍法帖!
2015年8月8日公開。同時上映は『劇場版 仮面ライダードライブ サプライズ・フューチャー』。
手裏剣戦隊ニンニンジャーVSトッキュウジャー THE MOVIE 忍者・イン・ワンダーランド
2016年1月23日公開。
劇場版 動物戦隊ジュウオウジャー ドキドキサーカスパニック!
2016年8月6日公開。同時上映は『劇場版 仮面ライダーゴースト 100の眼魂とゴースト運命の瞬間』。
劇場版 動物戦隊ジュウオウジャーVSニンニンジャー 未来からのメッセージ from スーパー戦隊
2017年1月14日公開。
仮面ライダー×スーパー戦隊 超スーパーヒーロー大戦
2017年3月25日公開。
宇宙戦隊キュウレンジャー THE MOVIE ゲース・インダベーの逆襲
2017年8月5日公開。同時上映は『劇場版 仮面ライダーエグゼイド トゥルー・エンディング』。
快盗戦隊ルパンレンジャーVS警察戦隊パトレンジャー en film
2018年8月4日公開。同時上映は『劇場版 仮面ライダービルド Be The One』。
騎士竜戦隊リュウソウジャー THE MOVIE タイムスリップ!恐竜パニック!!
2019年7月26日公開。同時上映は『劇場版 仮面ライダージオウ Over Quartzer』。
劇場版 騎士竜戦隊リュウソウジャーVSルパンレンジャーVSパトレンジャー
魔進戦隊キラメイジャー エピソードZERO
2020年2月8日公開。
魔進戦隊キラメイジャー THE MOVIE ビー・バップ・ドリーム
騎士竜戦隊リュウソウジャー 特別編 メモリー・オブ・ソウルメイツ
機界戦隊ゼンカイジャー THE MOVIE 赤い戦い! オール戦隊大集会!!
2021年2月20日公開（当初は2020年7月23日公開予定だったが、新型コロナウイルスの影響で順延され、同時上映するはずだった、『劇場版 仮面ライダーゼロワン REAL×TIME』とは別々に振り分けられた）。
セイバー+ゼンカイジャー スーパーヒーロー戦記
2021年7月22日公開。
暴太郎戦隊ドンブラザーズ THE MOVIE 新・初恋ヒーロー
2022年7月24日公開。同時上映は『劇場版 仮面ライダーリバイス バトルファミリア』。
映画 王様戦隊キングオージャー アドベンチャー・ヘブン
2023年7月28日公開。同時上映は『映画 仮面ライダーギーツ 4人のエースと黒狐』。
爆上戦隊ブンブンジャー 劇場BOON! プロミス・ザ・サーキット
2024年7月26日公開。同時上映は『仮面ライダーガッチャード ザ・フューチャー・デイブレイク』。
ナンバーワン戦隊ゴジュウジャー 復活のテガソード
2025年7月25日公開。同時上映は『仮面ライダーガヴ お菓子の家の侵略者』。

### 「劇場版」→「テレビ本編」のキャラクター
以下の通り、劇場版で初登場したキャラクターがテレビ本編に再登場することもある。
- テレビ本編に登場予定のキャラクターが、劇場版で先行登場するもの。
  - ガオゴッド
  - 天雷旋風神
  - ゴーカイシルバー
  - キョウリュウゴールド など
- 劇場版のキャラクターが、テレビシリーズにゲスト登場するもの。（括弧内は登場作品と話数）
  - バクレンオー（アバレンジャー第48話）
  - セイントカイザー（マジレンジャー第34話）
  - 天空大聖者マジエル（マジレンジャー第48話、最終話）
  - ダイタンケン（ボウケンジャー第40、42話）
  - ゲキリントージャ（ゲキレンジャー第33話）
  - 炎神大将軍（ゴーオンジャー第39、40話）
  - 恐竜折神、キョウリュウシンケンオー、ハイパーシンケンレッド（いずれもシンケンジャー第31話、恐竜折神は第43話にも登場[1]。）
  - ワンダーゴセイグレート（ゴセイジャー第38話）
  - ゴレンゴーカイオー（ゴーカイジャー第50話）
  - メガゾードε（ゴーバスターズ第30、35話）
  - ゴーバスターケロオー（ゴーバスターズ第44話）
  - デスリュウジャー（キョウリュウジャー第29話回想シーン）
  - 獣電竜トバスピノ、スピノダイオー、天野美琴（いずれもキョウリュウジャー第29、39話、スピノダイオーは第40話にも登場。）[2]
  - ジャックポットストライカー（ルパンレンジャーVSパトレンジャー最終話）[3]など
- 番組放送開始に先駆けて劇場版で先行登場した戦隊[4]
  - 天装戦隊ゴセイジャー（シンケンジャーVSゴーオンジャー）
  - 海賊戦隊ゴーカイジャー（ゴセイジャーVSシンケンジャー）
  - 特命戦隊ゴーバスターズ（ゴーカイジャーVSギャバン）
  - 獣電戦隊キョウリュウジャー（ゴーバスターズVSゴーカイジャー）
  - 烈車戦隊トッキュウジャー（キョウリュウジャーVSゴーバスターズ）
  - 手裏剣戦隊ニンニンジャー（トッキュウジャーVSキョウリュウジャー）
  - 動物戦隊ジュウオウジャー（ニンニンジャーVSトッキュウジャー）
  - 宇宙戦隊キュウレンジャー（ジュウオウジャーVSニンニンジャー）

前者については、劇場版を観ていない視聴者にとっては新キャラクターが唐突に登場することになる、との批判もある。

### 一覧 ・ テレビ本編を劇場版用に再編集（いずれも東映まんがまつり）
秘密戦隊ゴレンジャー
1975年7月26日公開。テレビ本編・第6話を再編集したもの。同時上映は『仮面ライダーストロンガー』、『がんばれ!!ロボコン ゆかいな仲間』。
秘密戦隊ゴレンジャー 青い大要塞
1975年12月20日公開。テレビ本編・第15話を再編集したもの。同時上映は『がんばれ!!ロボコン ムギョギョ！！食いねエ』、『アクマイザー3』。
秘密戦隊ゴレンジャー 真赤な猛進撃!
1976年3月20日公開。テレビ本編・第36話を再編集したもの。同時上映は『ロボコンの大冒険』。
秘密戦隊ゴレンジャー 火の山最後の大噴火
1976年12月18日公開。テレビ本編・第54話を再編集したもの。同時上映は『忍者キャプター』。
ジャッカー電撃隊
1977年7月17日公開。テレビ本編・第7話を再編集したもの。同時上映は『大鉄人17 空中戦艦』。
バトルフィーバーJ
1979年7月21日公開。テレビ本編・第5話を再編集したもの。
超新星フラッシュマン 大逆転! タイタンボーイ
1987年3月14日。テレビ本編・第15話〜18話を再編集したもの。

## ヒーローショーにおけるシリーズ展開
後楽園ゆうえんち（現・東京ドームシティアトラクションズ）における大規模なヒーローショーは、戦隊シリーズ最大の生イベントとして挙げられ、「素顔の戦士（変身前の役者）」が舞台にてアクションを演じる唯一の場でもある。元々は特定のヒーローにこだわらず、『仮面ライダー』、『正義を愛する者 月光仮面』などその時々に応じたヒーローショーを公演していた。そして、1975年の『仮面ライダーストロンガー』ショーの終盤公演に『秘密戦隊ゴレンジャー』が客演したのを皮切りに、1976年から単独作品として正式にスタートした。
1978年はシリーズが中断していたため、後楽園ゆうえんちオリジナルの『レッドタイガー』（後に特撮番組化）をメインに公演した。
1979年の『バトルフィーバーJ』ショーが開始された頃に、後楽園ゆうえんちがシリーズのTVスポンサーになり、番組内でヒーローショーのCMが放送されるようになった。以後、徳間書店の児童向け雑誌テレビランドが特集記事を載せたり、1985年の『電撃戦隊チェンジマン』ショーから人気声優の神谷明がCMのナレーション（2010年まで担当。2011年以降は、ナレーションが異なる）を担当するようになった。後楽園ゆうえんちのCMは関東以外の地区では放映しておらず、その代わりに北海道、静岡、東海、関西地区では後楽園ホテルのCMを放映している。関西、即ち朝日放送では、2000年ごろまでは大阪後楽園ホテル（2001年にハートンホテルに譲渡され閉鎖）のCMだったが、同ホテル閉鎖に伴い東京ドームホテルのCMに移行した。往年の大阪後楽園ホテルでも年3回程スーパー戦隊が登場するディナーショーが行われた。
1979年から1995年まで行われていた冬の公演『スーパーヒーロー大集合』では、戦隊ヒーローのほかに、同じ東映の『仮面ライダーシリーズ』『メタルヒーローシリーズ』の競演も果たした。また、1988年10月1日〜2日に「スーパー戦隊大集合」が行われた。その後、TVスペシャル『10大戦隊集合　頼むぞ！ターボレンジャー』（高速戦隊ターボレンジャー　第1話）や『レッド大会』（歴代レッドが登場するショー）などのお祭り的なイベントが行われている。

## 雑誌におけるシリーズ展開

### 子供向け
- テレビマガジン（1979年2月号 - 現在）
- おともだち（1979年の『バトルフィーバーJ』のみクレジット、1979年 - 現在）
- たのしい幼稚園（同上）
- てれびくん（1976年創刊号 - 1978年1月号、1980年2月号 - 現在）
- テレビランド（1975年5月号 - 1978年1月号、1979年2月号 - 1997年2月号）
- 冒険王（1979年2月号 - 1983年4月号）→TVアニメマガジン（1983年5月号 - 1984年6月号）
- 小学館学習雑誌（1975年 - 1977年、1980年以降はノンクレジット - 現在）
- 週刊少年サンデー（1975年 - 1976年、漫画版『秘密戦隊ゴレンジャー』と『ひみつ戦隊ゴレンジャーごっこ』を連載）

### 高年者層向け
- ハイパーホビー（玩具雑誌。百獣戦隊ガオレンジャー以降、主に玩具やTVの最新情報を掲載。）
- 宇宙船（特撮雑誌。朝日ソノラマ版は2005年に一時休刊。その後、同社解散に伴い出版社をホビージャパンに移して復活した。）
- 月刊ニュータイプ（アニメ雑誌。特撮関連については、姉妹誌「NEWTYPE THELIVE特撮ニュータイプ」で掲載。）
- 東映ヒーローMAX

## 漫画化 / 小説化作品

### コミカライズ
幼年向け雑誌における連載漫画の作画者
- 小学館「週刊少年サンデー」
  - 秘密戦隊ゴレンジャー → ひみつ戦隊ゴレンジャーごっこ （石森章太郎）
- 小学館「小学館の幼稚園」
  - 秘密戦隊ゴレンジャー（石川森彦 1975年 - 1977年）
  - ジャッカー電撃隊 （石川森彦 1977年 - 1978年）
- 小学館「小学一年生」
  - 秘密戦隊ゴレンジャー （山田ゴロ 1975年4月号 - 1976年3月号、石川森彦 1976年4月号 - 1977年3月号、全24話）
  - ジャッカー電撃隊 （石川森彦 1977年5月号 - 1978年1月号）
  - 超新星フラッシュマン （石川森彦 1986年4月号 - 7月号）
- 小学館「小学二年生」
  - 秘密戦隊ゴレンジャー （細井雄二 1975年4月号 - 1977年3月号）
  - ジャッカー電撃隊 （細井雄二  1977年5月号 - 10月号）
- 小学館「小学三年生」
  - 秘密戦隊ゴレンジャー （土山よしき 1975年4月号 - 1976年3月号、やまと虹一 1975年6月号 - 1977年3月号、全24話）
- 小学館「小学四年生」
  - 秘密戦隊ゴレンジャー （すがやみつる 1975年4月号 - 5月号、やまと虹一 1975年6月号 - 1976年3月号）
- 小学館「小学五年生」
  - 秘密戦隊ゴレンジャー （石森章太郎 1975年4月号 - 1976年2月号）
- 小学館「てれびくん」
  - ジャッカー電撃隊 （石川森彦、土山芳樹）
  - バトルフィーバーJ （石川森彦）
  - 電子戦隊デンジマン （シュガー佐藤）
  - 太陽戦隊サンバルカン （シュガー佐藤）
  - 超電子バイオマン （おちよしひこ、全1話）
  - 電撃戦隊チェンジマン （おちよしひこ）
  - 超新星フラッシュマン （おちよしひこ）
  - 光戦隊マスクマン （おちよしひこ）
  - 超獣戦隊ライブマン （おちよしひこ）
  - 高速戦隊ターボレンジャー （おちよしひこ）
  - 地球戦隊ファイブマン （おちよしひこ）
  - 恐竜戦隊ジュウレンジャー （田仲てつお）
  - 五星戦隊ダイレンジャー （田仲てつお）
  - 忍者戦隊カクレンジャー （上山徹郎、全1話）
  - 激走戦隊カーレンジャー （上山道郎、全2話）
  - 電磁戦隊メガレンジャー （上山道郎）
  - 轟轟戦隊ボウケンジャー （犬木栄治）
- 小学館「てれコロコミック」
  - 百獣戦隊ガオレンジャー （溝渕誠、全1話）
- 講談社「テレビマガジン」
  - バトルフィーバーJ （津原義明）
  - 電子戦隊デンジマン （津原義明）
  - 太陽戦隊サンバルカン （津原義明）
  - 大戦隊ゴーグルファイブ （津原義明）
  - 科学戦隊ダイナマン （津原義明）
- 講談社「テレまんがヒーローズ」
  - 獣拳戦隊ゲキレンジャーVSボウケンジャー （一式まさと、全1話）
  - 炎神戦隊ゴーオンジャー BUNBUN!BANBAN!劇場BANG!!（一式まさと、全2話）
  - 劇場版 炎神戦隊ゴーオンジャーVSゲキレンジャー（能田達規、全1話）
  - 侍戦隊シンケンジャー（一式まさと、全2話）
  - 侍戦隊シンケンジャー銀幕版 天下分け目の戦（一式まさと、全1話）
- 黒崎出版 → 徳間書店「テレビランド」
  - 秘密戦隊ゴレンジャー （石川森彦 → やまと虹一）
  - ジャッカー電撃隊 （やまと虹一）
  - バトルフィーバーJ （細井雄二、全13話）
  - 電子戦隊デンジマン （細井雄二、全13話）
  - 太陽戦隊サンバルカン （細井雄二）
  - 大戦隊ゴーグルファイブ （細井雄二）
  - 科学戦隊ダイナマン （細井雄二）
  - 超電子バイオマン （細井雄二）
  - 電撃戦隊チェンジマン （細井雄二）
  - 超新星フラッシュマン （細井雄二）
  - 光戦隊マスクマン （細井雄二）
  - 超獣戦隊ライブマン （細井雄二、全13話）
  - 高速戦隊ターボレンジャー （細井雄二、全13話）
  - 五星戦隊ダイレンジャー(塚田秀一郎)
  - 忍者戦隊カクレンジャー （塚田秀一郎）
  - 超力戦隊オーレンジャー （大門アキラ）
  - 激走戦隊カーレンジャー （南部鉄鬼）
- 黒崎出版「別冊テレビランド」
  - 秘密戦隊ゴレンジャー （石川森彦）
- 秋田書店「冒険王」 → 「TVアニメマガジン」
  - バトルフィーバーJ （古城武司）
  - 電子戦隊デンジマン （浅井まさのぶ）
  - 太陽戦隊サンバルカン （大谷章）
  - 大戦隊ゴーグルファイブ （大谷章）
  - 科学戦隊ダイナマン （大谷章）
  - 超電子バイオマン （岡崎優、全3話）
- 角川書店「特撮エース」
  - 特捜戦隊デカレンジャー THE MOVIE フルブラスト・アクション（竹山祐右、全3話）
  - 魔法戦隊マジレンジャー THE MOVIE インフェルシアの花嫁（黒岩よしひろ、全3話）

### オリジナル漫画
- ひみつ戦隊ゴレンジャーごっこ （石森章太郎、小学館「週刊少年サンデー」連載）
- 鳥人戦隊ジェットマン 時を駆けて（ふじいあきこ、バンダイ「Bクラブ」連載）
- 百獣戦隊ガオレンジャーVS秘密戦隊ゴレンジャー （犬木栄治、小学館「てれコロコミック」）
- アバレンジャー 外伝 若草のフリージア 完全版 （漫画：和田龍、脚本：荒川稔久、角川書店「特撮エース」）

### 小説
- ジェットマン（井上敏樹、小学館スーパークエスト文庫、全3巻）

## 再商品化（音楽 / 映像）

### CD / オーディオ
2004年～2015年にかけて、『秘密戦隊ゴレンジャー』～『未来戦隊タイムレンジャー』の音楽集が復刻され再発売された。なお、『超新星フラッシュマン』以降の音楽集第2巻（『鳥人戦隊ジェットマン』、『激走戦隊カーレンジャー』～『タイムレンジャー』ではさらに第3巻）の再発売はない。
絵本付きである「コロちゃんパック」は2003年までは、カセットテープが一般だったが、2004年の『特捜戦隊デカレンジャー』以降はCDに移行されている。2016年以降は、「コロムビアキッズパック」に改名。
『カーレンジャー』から『救急戦隊ゴーゴーファイブ』までの主題歌シングルはOPとEDが別売仕様であった。また、いくつかの挿入歌も先行シングルカットされた。2006年の再発売版では別売りだったOPとEDを収録された形になる。
『忍風戦隊ハリケンジャー』以降、音楽集（オリジナル・サントラ）およびキャラクターソング集には、レギュラー出演者らによるミニドラマが楽曲間に挿入されるようになった。
2004年3月に『爆竜戦隊アバレンジャー』では、テレビシリーズ放映終了後に戦隊史上初となるオリジナルストーリーによるドラマCD「爆竜戦隊アバレンジャー・プレミアムドラマCD」が発売された。
主題歌全曲収録は1993年発売の『東映戦隊ヒーロー15 バトルフィーバーJ〜五星戦隊ダイレンジャー』（戦隊ロボのテーマソングも含む）以降、1995年に『ゴレンジャー』と『ジャッカー』が追加の『〜戦隊シリーズ20周年記念〜 東映戦隊シリーズ シングルコレクション』、2021年には挿入歌の一部を収録した『スーパー戦隊シリーズ45作記念主題歌BOX　LEGENDARY SONGS』が発売され、全てデジタルリマスター収録されている。主題歌のTVサイズについては、2001年、2004年、2010年、2016年と不定期（オープニング曲のみのTVサイズの発売を含む）に発売され、段階的に収録・発売される。これとは別に、2014年発売の「そのまま！スーパー戦隊TVサイズ主題歌集」では、TVで放送されたオープニング音源をほぼそのまま収録したアルバムで、一部は都合上、収録されなかったオープニングもある。

### 映像ソフト化
『百獣戦隊ガオレンジャー』以降の作品は、放送期間中にDVDのリリースが開始されるようになり、同時にレンタルDVDもスタートした。また、『海賊戦隊ゴーカイジャー』からはBlu-rayもリリースされる。それに伴い、映像特典として戦隊メンバーを演じる俳優らによる裏話などのトークも収録されているが、以下の通り、作品によって構成が若干異なる。最終巻に戦隊メンバー全員の個別インタビューが収録されているのは共通。ただし『未来戦隊タイムレンジャー』のみ、DVD第1巻の表紙デザインにレッドが掲載されていない（1巻ではタイムピンク、5巻ではタイムレッド、DVD COLLECTIONでは、前者が初期の5人、後者はタイムファイヤー）。封入特典はカード（スーパー戦隊バトル ダイスオーも含む）と解説書など。
- DVD及びBlu-rayの全巻BOXは『秘密戦隊ゴレンジャー』『電子戦隊デンジマン』〜『大戦隊ゴーグルファイブ』(amazon限定のみ)『鳥人戦隊ジェットマン』『星獣戦隊ギンガマン』『未来戦隊タイムレンジャー』『爆竜戦隊アバレンジャー』〜『轟轟戦隊ボウケンジャー』『炎神戦隊ゴーオンジャー』以降となる。それ以外は通常のみ。
- DVD及びBlu-rayは『秘密戦隊ゴレンジャー』『ジャッカー電撃隊』『救急戦隊ゴーゴーファイブ』『百獣戦隊ガオレンジャー』以降のDVDは1枚、上記4作品を除く『バトルフィーバーJ』から『星獣戦隊ギンガマン』、『未来戦隊タイムレンジャー』、『手裏剣戦隊ニンニンジャー』から『快盗戦隊ルパンレンジャーVS警察戦隊パトレンジャー』、『魔進戦隊キラメイジャー』以降はDVD（旧作）、Blu-ray（新作）共に各2枚組。『秘密戦隊ゴレンジャー』『特捜戦隊デカレンジャー』『炎神戦隊ゴーオンジャー』『侍戦隊シンケンジャー』『海賊戦隊ゴーカイジャー』（Blu-ray COLLECTIONのみ）『騎士竜戦隊リュウソウジャー』はBlu-ray3枚組となる。そのためDVDとBlu-rayの価格が異なる。
- 旧作のDVD化も2003年4月から2012年9月までに『秘密戦隊ゴレンジャー』〜『未来戦隊タイムレンジャー』までの作品が、昭和と平成の交互にリリース。これにより、スーパー戦隊の全作品によるDVD及びBlu-ray（『ゴーカイジャー』以降）の発売が完了した。なお、この内『バトルフィーバーJ』のDVDについては生産終了となっているが2012年9月21日に全戦隊DVDソフト化コンプリートに伴いし生産再開が決定している。
- また2018年以降は、DVDの発売から10年以上が経ったことから、新価格として、旧作の全話収録のDVD5枚組もしくは4枚組、『電磁戦隊メガレンジャー』DVD COLLECTION全2巻を皮切りに発売した｡以降は、昭和と平成の旧作作品を不定期で交互に発売されている。
- 旧作のBlu-ray、DVD（コンプリートBlu-ray、Blu-ray・DVD COLLECTION）は、『ゴレンジャー』『デンジマン』〜『バイオマン』『ライブマン』～『カクレンジャー』『カーレンジャー』～『ハリケンジャー』『デカレンジャー』『ゴーオンジャー』『シンケンジャー』『ゴーカイジャー』がリリース。
- 2008年7月21日に発売された「石ノ森章太郎 生誕70周年 DVD-BOX」に『秘密戦隊ゴレンジャー』と『ジャッカー電撃隊』の第1話が収録されている。
- 2011年、当シリーズを製作する東映が創立60周年を記念して、東映まんがまつり枠を収録したDVD『復刻！東映まんがまつり』が発売。本シリーズでは、1976年春の『秘密戦隊ゴレンジャー 真赤な猛進撃!』（第36話のブローアップ版）、1984年夏の『超電子バイオマン』、1985年春の『電撃戦隊チェンジマン』を収録。
- 2011年4月にペイパービューDVD『スーパー戦隊 1Sstエピソードコレクション』がローソン限定で発売された。発売当時は未発売の『ライブマン』〜『ファイブマン』と放送中の『ゴーカイジャー』を除き、『天装戦隊ゴセイジャー』までの各作品の第1話を収録されている。
- 2016年4月13日に「スーパー戦隊Vシネマ&THE MOVIE Blu-ray BOX 1996‐2005」｢同 2005 - 2013｣が発売。後に単独Blu-rayも発売された。
- 2021年4月発売の｢スーパー戦隊 一気見Blu-ray｣では、1975年の『秘密戦隊ゴレンジャー』から1986年の『超新星フラッシュマン』までの初期10作品をセレクションによるBlu-ray全2巻で収録。前者は『秘密戦隊ゴレンジャー』から『太陽戦隊サンバルカン』まで、後者は『大戦隊ゴーグルファイブ』から『超新星フラッシュマン』までの各5作品。

#### 特典映像のトークやインタビュー
- 『秘密戦隊ゴレンジャー』のキャスト俳優のインタビュー特典映像、『超獣戦隊ライブマン』、『地球戦隊ファイブマン』などのブックレット記載のキャストインタビュー、『百獣戦隊ガオレンジャー』以降の作品における番組キャストの俳優たちのバラエティなトークなどの企画、『光戦隊マスクマン』の解説書収録の監督インタビューや『爆竜戦隊アバレンジャー』のスタッフによるインタビューを収録している。 また、『動物戦隊ジュウオウジャー』以降はBlu-rayのみの収録。これらの作品によって、ミニドラマの制作や俳優たちによるバラエティな映像などを収録している。『救急戦隊ゴーゴーファイブ』では、DVDコレクションのみ、俳優たちが出演した、イベント映像のダイジェストを収録。

#### その他の映像特典
- 『秘密戦隊ゴレンジャー』では、ポピーのCM集、DVD「スーパー戦隊 THE MOVIE｣（Blu-rayは新作のみ）に収録している劇場版5作品の内、4作品のブローアップ版（TVシリーズ 第6話、15話、36話、54話）をSD画質で収録。Blu-rayのみ。
- 『バトルフィーバーJ』では、前々作『ゴレンジャー』とは異なり、「スーパー戦隊 THE MOVIE」（DVDとBlu-ray）には未収録だった同作品の映画（TVシリーズ5話のブローアップ版）を最終5巻に収録。なお、「東映特撮ヒーロー THE MOVIE」の5巻にも収録されている。本作はTV放送と同じ4：3サイズである。
- 『超新星フラッシュマン』では、最終回の本放送EDパート映像（朝日放送（当時）の遅れ放送を含むテレビ朝日系列のみ）を収録。このED映像は「東映TV特撮主題歌大全集 voL.3」、「スーパー戦隊主題歌大全 VOL.1」、「35大スーパー戦隊主題歌全集」には未収録（これは次々作『超獣戦隊ライブマン』の最終話のEDも同様）。なお、東映特撮YouTube official、東映特撮ファンクラブなどの配信、さらに東映チャンネルでの放送では、DVDと同様に通常のED映像となる。
- 『光戦隊マスクマン』第1巻の特典に、新番組予告別バージョンと番宣を収録。
- 『鳥人戦隊ジェットマン』では、第1巻に「ジェットマン体操」、最終5巻に「東映テレビヒーロー図鑑 Vol.2 鳥人戦隊ジェットマン」と第1話予告を収録。
- 『バトルフィーバーJ』、『太陽戦隊サンバルカン』〜『科学戦隊ダイナマン』、『電撃戦隊チェンジマン』〜『地球戦隊ファイブマン』、『恐竜戦隊ジュウレンジャー』〜『忍者戦隊カクレンジャー』、『激走戦隊カーレンジャー』～『星獣戦隊ギンガマン』、『百獣戦隊ガオレンジャー』～『手裏剣戦隊ニンニンジャー』の各作品の新番組予告を収録。ただし『秘密戦隊ゴレンジャー』、『ジャッカー電撃隊』、『電子戦隊デンジマン』、『超電子バイオマン』、『超力戦隊オーレンジャー』、『救急戦隊ゴーゴーファイブ』、『未来戦隊タイムレンジャー』の各作品の新番組予告は未収録。また、『動物戦隊ジュウオウジャー』以降の新番組予告はBlu-rayのみ収録。
- 『地球戦隊ファイブマン』から『激走戦隊カーレンジャー』まで、別バージョン予告を収録。
- 『百獣戦隊ガオレンジャー』と『忍風戦隊ハリケンジャー』では、バトルセレクションや出演者による見どころ紹介を収録。両作品以降、DVD発売時からジャンクション集をしているが、作品によってはBlu-rayのみの収録もある。
- 『爆竜戦隊アバレンジャー』から『動物戦隊ジュウオウジャー』までの作品では、毎年1月下旬から新作の始まる2月上旬に東京ドームシティプリズムホールで行われている新番組特別プレミア発表会の模様を収録。また、『ガオレンジャー』以降、制作会見も収録されている。
- 『特捜戦隊デカレンジャー』と『魔法戦隊マジレンジャー』では、共通特典のお楽しみコーナーセレクション、「みんなでダンス！」を、『デカレンジャー』Blu-rayのみ、『パワーレンジャー・S.P.D.』第1話と第2話及び同作品のダイジェスト、講談社スーパービデオ、さらにDVD発売時は未収録だったプレゼント告知の各特典映像収録。
- 『炎神戦隊ゴーオンジャー』では、DVD発売前に展開されたキッズダンスキャンペーンでゴーオンジャー賞に当選された表彰式の模様やダンスムービーを収録し、炎神賞でのダンスムービー、また、Blu-rayのみ、講談社スペシャルDVDを追加収録。また2009年以降、イベント関連で、本作から『快盗戦隊ルパンレンジャーVS警察戦隊パトレンジャー』まで大阪の「ファイナルライブツアー」の模様を収録したDVDを発売。ただし2020年は新型コロナウイルスの影響で『騎士竜戦隊リュウソウジャー』ファイナルライブツアー2020」全7都市公演が中止になったため、当の大阪公演も中止により、予定していたファイナルライブは、2021年に東映特撮ファンクラブの会員見放題の電子書籍化、さらに、Blu-ray「スーパー戦隊MOVIEレンジャー2021　コレクターズパック 豪華版」の封入特典として書籍化された。
- 『侍戦隊シンケンジャー』はBlu-rayのみコラボ回として、本作の同時期に放送された『仮面ライダーディケイド』第24、25話収録に加え、『ディケイド』TVスポット（24 - 25）、講談社のスペシャルDVD、そしてDVDのみ天装戦隊絵巻の収録となっている。
- 『海賊戦隊ゴーカイジャー』の特典にパイロット版メイキングを収録。さらに、本作以降の最終巻ではボーナスディスク（または映像特典）にクランクアップメイキング（ファイナルメイキング）を収録。Blu-ray COLLECTIONでは、ゴーカイジャー客演時の『動物戦隊ジュウオウジャー』TVシリーズ第28話と第29話に加えて、テレビマガジン スペシャルDVDをボーナスディスクに新規収録。
- 『特命戦隊ゴーバスターズ』では第1巻にパイロット版メイキングを収録。また、本作は音声特典のオーディオコメンタリーを収録。
- 『獣電戦隊キョウリュウジャー』から『ジュウオウジャー』まで、新番組特別プレミア発表会の舞台裏のドキュメント映像を収録。また『キョウリュウジャー』から『宇宙戦隊キュウレンジャー』まで（『烈車戦隊トッキュウジャー』を除く）の各作品に、番組開始時におけるデータ放送のミニゲーム「キョウリュウじゃんけん｣から｢ラッキーキュータマ運試し!｣までの集（すべてテレビ朝日系列のみ）、本作では、バラエティなコーナー映像、ブレイブファイナル（最終48話）の未公開&エクステンドシーンなどを収録しているが、セル版のみでレンタル版は未収録。
- 『手裏剣戦隊ニンニンジャー』までは、DVDとBlu-rayは共通して収録し、次作『動物戦隊ジュウオウジャー』以降、映像特典は全てBlu-rayのみの収録となり、DVDのセル版は収録されなくなる（レンタルDVDも同様）。
- 『動物戦隊ジュウオウジャー』Blu-ray correctionには、オリジナルクロスオーバー作品『スーパー動物大戦』全4話、Blu-rayとセル及びレンタルDVDでは、「風切大和が教える!レッツジュウオウダンス」を収録。
- 『宇宙戦隊キュウレンジャー』では、キュウレンジャーの変身講座、さらに番組放送時に流れていたキャンペーン告知やプレゼント集を収録。
- 『快盗戦隊ルパンレンジャーVS警察戦隊パトレンジャー』では、本放送時に流れていたプレゼント集を収録。
- 『騎士竜戦隊リュウソウジャー』では、本作の挿入歌｢ケペルパスペル」のミュージックビデオを収録。
- 『魔進戦隊キラメイジャー』では、新型コロナウイルスの影響による、番組制作の一時中断と当初の発売スケジュールに遅れが生じたため、Blu-rayのみ、TV本編と総集編4作品の同時収録となった。また、東映特撮YouTube officialで配信されたミニアニメ作品『ましんむかしばなし』を収録。また東映は、幼稚園と小学校低学年向けの教材DVD『魔進戦隊キラメイジャーと交通安全』を販売。イベント関連では、前作『リュウソウジャー』で、新型コロナウイルスの影響による大阪公演の模様を収録予定だったファイナルライブツアーの全公演の開催が中止。このため本作では、政府からの要請による大阪府の緊急事態宣言の中、無観客公演によるネット配信と各公演の模様を収録している。同時にBlu-rayのみの発売に変更した。
- 『機界戦隊ゼンカイジャー』では、スピンオフドラマ『機界戦隊ゼンカイジャー スピンオフ ゼンカイレッド大紹介!』をBlu-ray COLLECTIONのボーナスディスクと単品DVDに収録。

スーパー戦隊シリーズの劇場版DVDとBlu-rayの各作品によっては主題歌のOP/EDによるノンクレジットやPRスポット集、劇場舞台挨拶、「バトルフィーバーJ」を除いては予告や特報、TVスポットも収録。「スーパー戦隊 THE MOVIE」4巻の映像特典（DVD）と「東映特撮ヒーロー THE MOVIE」では、東映まんがまつりで上映された仮面ライダーシリーズなどの特撮作品の劇場予告や番組宣伝予告（1982年まで）を収録されている。

#### 関連のメディアソフト
2006年にシリーズ30作品達成記念として、歴代OP/ED映像を収録した『スーパー戦隊主題歌大全』が発売された。VOL1に『秘密戦隊ゴレンジャー』〜『恐竜戦隊ジュウレンジャー』、VOL2に『五星戦隊ダイレンジャー』〜『轟轟戦隊ボウケンジャー』、特典映像には歴代の劇場版の主題歌集が収録されている。また、2011年にシリーズ35作記念として『35大スーパー戦隊主題歌全集』が発売。特典映像では上記の他に『獣拳戦隊ゲキレンジャー』で使用されたエキストラ主題歌集やスーパー戦隊Vシネマ（VSでない単独2作品と劇場版VSシリーズも含む）の主題歌集を収録。さらに、OP/ED映像を収録した『東映TV特撮主題歌大全集』が発売。こちらは仮面ライダーシリーズやメタルヒーローシリーズなどの東映が製作した東映特撮作品の主題歌が多数収録されており、当シリーズはVOL2に『秘密戦隊ゴレンジャー』〜『科学戦隊ダイナマン』、VOL3に『超電子バイオマン』〜『鳥人戦隊ジェットマン』、VOL4に『恐竜戦隊ジュウレンジャー』〜『忍風戦隊ハリケンジャー』、VOL5に『爆竜戦隊アバレンジャー』～『手裏剣戦隊ニンニンジャー』となっている。特典映像ではOP・EDのバリエーション収録。なお、4巻と5巻発売時、前者は『ハリケンジャー』終了後に発売されたため最終回のEDは未収録、後者は『ニンニンジャー』放送中に発売となっている。歌詞カードが付属する。
2007年3月に小学館が『ゲキレンジャー』と『パワーレンジャー・ニンジャストーム』以降のパワーレンジャー作品も含めた書箱、『30大スーパー戦隊超全集』を発売している。プレミアDVDでは、パワーレンジャーの活躍を独占で紹介した「ハイパーバトル名場面集」、『ゴレンジャー』〜『ボウケンジャー』までの、ポピー（1983年以降はバンダイに変更）のポピニカ（バリドリーンとバリタンク）やDX超合金、またはDX表記による過去〜近年に発売され、いずれも放送当時のCMフィルムを収録した「30大スーパー戦隊おもちゃCM集」を収録。その他、1995年にプレイディア用ソフトとして『超合金セレクション』というタイトルで、一部の商品も収録されているほか、『マジンガーZ』などの作品のCMも収録されている（2004年に刊行した「超合金クロニクル」でも収録しているが、DX戦隊ロボは未収録）。

## CS放送 / ネット配信
本シリーズの再放送とネット配信は基本的に省略。
2022年現在、東映チャンネルや
テレ朝チャンネル1にて放送が行われている。
2004年より毎年8月に、東映チャンネル・ファミリー劇場・テレ朝チャンネルの合同企画『スーパーヒーローMAX』が開催されている。スーパー戦隊と仮面ライダーの劇場版やオリジナルビデオ、TVシリーズ作品のほか、特撮情報番組などを放送している。また、2007年より毎年12月に、東映チャンネルとテレ朝チャンネルの合同企画『スーパーヒーローCLIMAX』が開催されている。
映像配信アプリ｢東映特撮ファンクラブ｣では、現行作品の見逃し配信と当シリーズ全作品を配信されている。なお、サービス開始当初は『海賊戦隊ゴーカイジャー』のみ未配信だった。
インターネットの映像配信サイトである
「東映特撮 YouTube Official」にて昭和作品と平成作品が順次配信されている。
YouTube以外では、戦隊シリーズ作品についても、インターネットの配信サイトで配信している。
- 東映特撮ニコニコおふぃしゃる
- ふらっと動画
- バンダイチャンネル
- Amazonプライム・ビデオ
  - マイ★ヒーローズ

## 商品
この他に関連商品の製造が行われている。製造しているメーカーはスーパー戦隊シリーズ#関連企業を参照。
シリーズ黎明期、1975年の『秘密戦隊ゴレンジャー』から1983年の『科学戦隊ダイナマン』放送開始当初まではポピーから発売され、同年3月より社名がバンダイとなって現在に至る。
東鳩製菓からは『ゴレンジャー』の菓子が発売された。その後『ダイナマン』』『恐竜戦隊ジュウレンジャー』のスナック菓子が発売されている。また、一時期スナックにはカードが付いていたり、バッジがもらえるキャンペーンもあった。
雪印食品のキャラクター食品では、1985年の『電撃戦隊チェンジマン』以降のソーセージ・ウインナー(『救急戦隊ゴーゴーファイブ』以降)が発売される。また、これに合わせて、丸大食品から同時期放送の『巨獣特捜ジャスピオン』以降の東映ヒーローによるソーセージが発売。しかし、『未来戦隊タイムレンジャー』放送中の2000年6月〜7月に起こった雪印の食中毒事件と翌年の『百獣戦隊ガオレンジャー』放送中に発生した同社の牛肉偽装問題が起こったため、同社は清算．解散に伴い、翌々年の『忍風戦隊ハリケンジャー』以降は商標権のプリマハムに移管され、
2023年の『王様戦隊キングオージャー』までソーセージ．ウインナーが発売されていた。
セイカノートは、バンダイと同様にキャラクターの文具が発売。なお、2009年以降は2001年のセイカへの社名変更を経て社名がサンスター文具に変わっている。また、戦隊シリーズ以外では、メタルヒーローシリーズ（宇宙刑事シリーズと『テツワン探偵ロボタック』はショウワノート）、ウルトラシリーズ、ガンダムシリーズ、昭和仮面ライダーシリーズ（平成仮面ライダーシリーズはショウワノート）などの商品が展開されている。
山崎製パンでは2008年の『炎神戦隊ゴーオンジャー』以降、キャラクターパンが発売されている。ただしCMは山崎製パン名義で行っておらずバンダイ名義で行っている（商品の企画はバンダイが行っているため）。